# 瓦茨拉夫·潘图切克
瓦茨拉夫·潘图切克（捷克語：Václav Pantůček，1934年11月24日—1994年7月21日），生於捷克東南部城鎮米庫洛夫，是該國男子冰球运动员。他曾代表捷克斯洛伐克国家队参加1956年和1960年冬季奥林匹克运动会冰球比赛，分别获得第五名和第四名。